# Trichoscypha arborea
Trichoscypha arborea là một loài thực vật có hoa trong họ Đào lộn hột. Loài này được A. Chev. miêu tả khoa học đầu tiên năm 1920.